# Station Shimamoto
Station Shimamoto (島本駅, Shimamoto-eki) is een spoorwegstation in de Japanse gemeente Shimamoto. Het wordt aangedaan door de JR Kioto-lijn. Het station heeft twee sporen.

## Treindienst

### JR West
| 1 | ■ JR Kioto-lijn | richting Osaka, Shin-Osaka en Sannomiya |
| 2 | ■ JR Kioto-lijn | richting Kioto en Kusatsu               |

## Geschiedenis
Het station werd in 2008 geopend, hoewel er al sinds 1997 plannen voor een station waren.

## Overig openbaar vervoer
Bussen van Hankyu.

## Stationsomgeving
- Ruïnes van de stopplaats Sakurai
- Stadhuis van Shimamoto

(Biwako-lijn<<) · Kyoto · Nishiōji · Katsuragawa · Mukōmachi · Nagaokakyō · Yamazaki · Shimamoto · Takatsuki · Settsu-Tonda · Ibaraki · Senrioka · Kishibe · Suita · Higashi-Yodogawa ·  Shin-Ōsaka · Ōsaka · (>>JR Kōbe-lijn) 